# Шаль

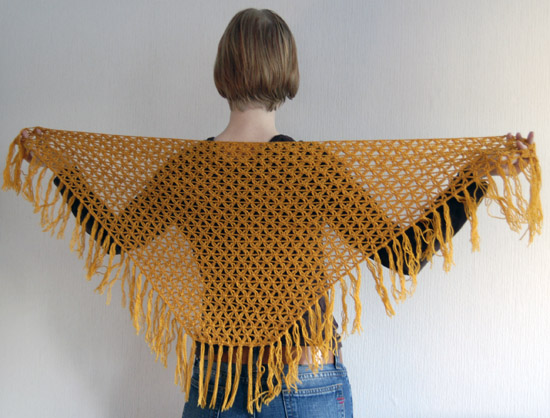
Шаль

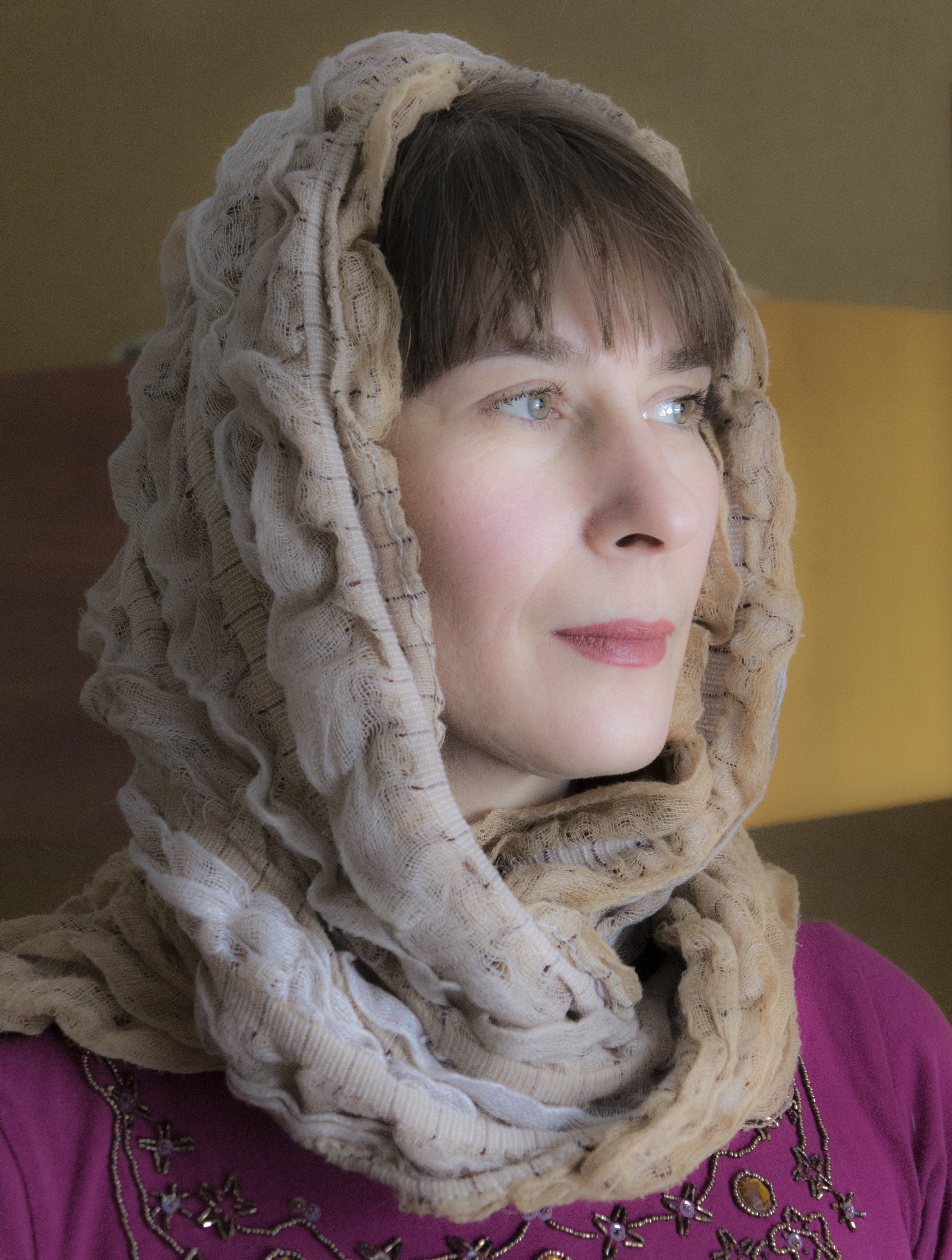
Жінка в тканій хустці.

Шаль (перс. شال, санскр. साडी) — велика в'язана чи ткана хустка.

## Історія
В XV столітті в Кашмірі почалося виробництво перших шалей — квадратних накидок з пашмини, які складали трикутником і надягали на голову, повністю приховуючи стан.

### У Європі

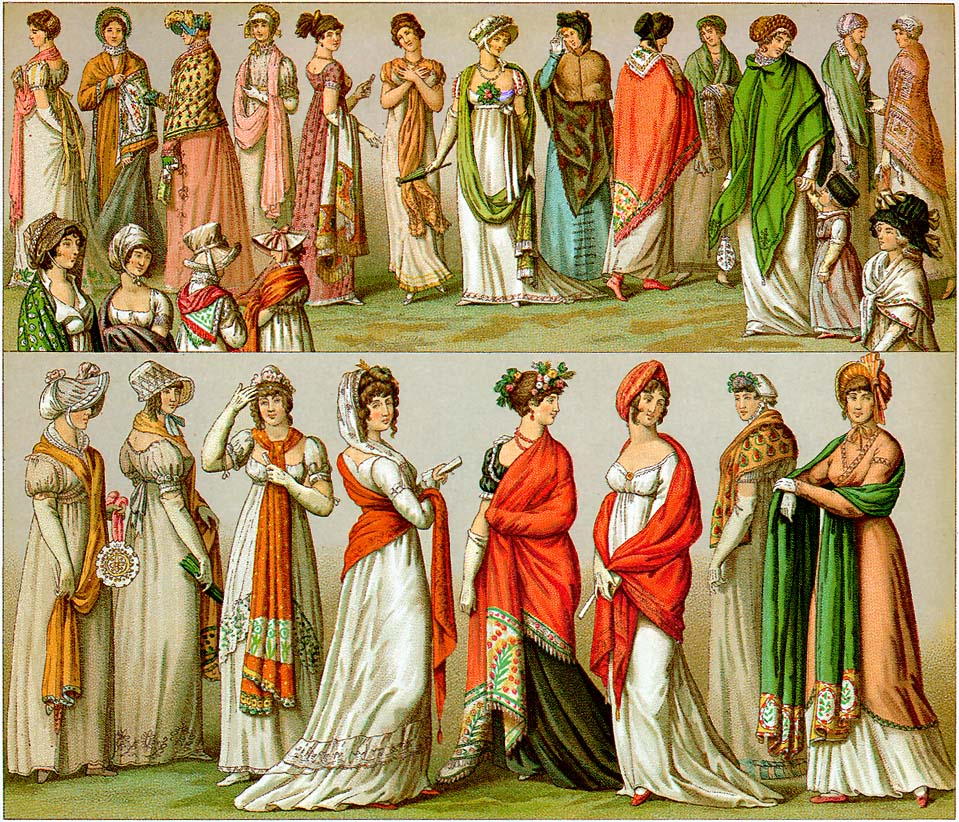
Різні способи носіння шалі при Французькій республіці. Літографія 1888 року з книги Огюста Расине Le costume historique

У Франції кашемірові шалі з'явилися після Єгипетського походу (1798–1799) Наполеона. Його перша дружина, Жозефіна Богарне, мала близько 400 шалей, кожну з яких можна було протягнути крізь золоте кільце. Вона носила їх на сукнях, використовувала як покривало і навіть робила лежанку для своєї собачки.
Незабаром у Франції почалося виробництво шалей з різних матеріалів. Шаль дала народження своїм модним послідовникам — широкому палантину та більш вузького шарфу, з'являючись то в зимовому варіанті для захисту від холоду, то стаючи практично невагомою і служачи лише для краси.
Шаль залишалася в моді до коронації Луї-Філіпа, коли англійці стали випускати дешеві підробки. Але все ж це були дорогі речі, доступні не всім. Однак пропонувався і більш економічний варіант з тонкої вовни, витканої з козячого пуху, зроблений річною набійкою.